# L'Ironie du sort (roman)
Pour les articles homonymes, voir L'Ironie du sort.
 (août 2013).
Si vous disposez d'ouvrages ou d'articles de référence ou si vous connaissez des sites web de qualité traitant du thème abordé ici, merci de compléter l'article en donnant les références utiles à sa vérifiabilité et en les liant à la section « Notes et références ».
L'Ironie du sort est un roman de Paul Guimard publié en 1961 par les éditions Denoël. Ce roman a été adapté au cinéma en 1974 sous le même titre, L'Ironie du sort, par Édouard Molinaro.

## Résumé

### Première partie
Chapitre 1
Nantes, le 11 septembre 1943, juste avant 23 heures.
À proximité de la Kommandantur, Antoine Desvrières est caché dans une porte cochère avec la mission d'abattre le « lieutenant  Werner » (en fait Werner de Rompsay, un descendant de huguenots) qui est sur le point de terminer son enquête sur le réseau « Cornouailles ». Il est seul à travailler sur cette affaire et sa mort sauverait le réseau.
Rue Monselet. Marie-Anne de Hauteclaire, fille du bâtonnier de Nantes, qui attend un enfant d'Antoine, est dans l'attente du résultat de cette action (dont elle ne connaît pas le détail).
Devant la Kommandantur, place Louis XVI. Le Feldgendarme Helmut Eidemann essaie de faire démarrer une camionnette pour la patrouille de 23 heures. Le lieutenant de Rompsay sort du bâtiment, reçoit le salut d'Helmut, descend vers le lieu de l’embuscade. Il pense à son métier, au passé de sa famille, à sa maîtresse française.
Chapitre 2
Flash-back. Antoine repense à son récent séjour à Saint-Sère-la-Barre, village de Vendée où il a passé son enfance, avant de venir à Nantes pour ses études secondaires et d'où il vient de rentrer pour cette mission, qu'il n'a en rien organisée. Il est passé à l'appartement de son père, professeur de lettres, puis a été conduit dans une chambre proche du lieu de l’attentat par son ami Jean Rimbert, qui dirige le réseau Cornouaille et qui lui a expliqué tout ce qu'il avait à faire. Antoine est ensuite venu seul à la porte cochère.
Antoine entend les pas du lieutenant qui approche, il tire et le tue. Il fait disparaître le dossier du lieutenant contenant les informations compromettantes sur le réseau Cornouaille dans une bouche d'égout. Au même moment, Helmut Eidemann réussit à mettre son moteur en marche. Il entend une série de coups de feu, démarre aussitôt, arrive sur les lieux de l'attentat et tire sur Antoine, qui est gravement blessé à la jambe.

### Seconde partie
Chapitre 1
6 juin 1949, Saint-Sère-la-Barre. On inaugure le monument aux morts de la Seconde Guerre mondiale : Antoine Desvrières. Assistent à la cérémonie : M. Desvrières, depuis 1947 maire du village ; Marie-Anne, mère d'Antoine, six ans, épouse de Jean Rimbert ;  le bâtonnier de Hauteclaire, qui a échappé à l'épuration grâce à sa parenté avec un héros de la Résistance. Après les discours, le jeune Antoine reçoit la Légion d'honneur de son père.
Chapitre  2
Un repas réunit la famille. M. Desvrières et M. de Hauteclaire discutent de politique. Jean, directeur d'un journal dit progressiste, préfère ne pas trop intervenir dans une suite de lieux communs, et Marie-Anne s'occupe de son fils. Ils rentrent à Nantes, et Jean évite de passer par la rue Antoine-Desvrières (1921-1943).
Chapitre 3
L'amour de Jean et Marie-Anne et le souvenir d’Antoine.
Chapitre 4
Novembre 1943, dans la prison de Nantes, le jour de l'exécution d'Antoine, dont la jambe blessée est complètement gangrenée. Il repense à son séjour depuis son arrestation : les interrogatoires, la confrontation avec son père (qui a ensuite été déporté), le procès et la condamnation à mort. Il reçoit la visite d'un aumônier allemand, qui l'informe de la grossesse de Marie-Anne. Puis il est emmené au terrain du Bèle (long monologue intérieur), lieu de la fusillade.
11 septembre 1943, 23 heures. Helmut Eidemann met le moteur en marche avec quelques secondes d'avance. Il démarre, descend la rue à la suite du lieutenant de Rompsay, décide pour se faire bien voir, de le prendre en voiture. Caché dans sa porte cochère, Antoine n’a rien pu faire : l’attentat a échoué.

### Troisième partie
Chapitre 1
6 juin 1949, Saint-Sère-la-Barre. On inaugure le monument aux morts de la Seconde guerre mondiale : Jean Rimbert, arrêté et exécuté comme plusieurs membres du réseau Cornouaille, peu après l’échec d’Antoine. Assistent à la cérémonie : M. Desvrières, toujours professeur de lettres ; Marie-Anne, mère de Jean Desvrières, six ans, épouse d'Antoine Desvrières, fonctionnaire à l'UNESCO , dont la réputation a été un peu ternie par la destruction de son réseau, sa survie exceptionnelle, l'échec bizarre de l'attentat. Le bâtonnier de Hauteclaire a été condamné à dix ans d'indignité, rayé du Barreau, et est mort en quelques mois (par ailleurs, le lieutenant Werner de Rompsay, ayant échappé à l'attentat prévu, a été exécuté par les nazis après l'attentat contre Hitler en 1944.
Après la cérémonie, les habitants du village s'affairent pour décorer les tombes (la décoration des tombes est devenue un enjeu de prestige à Saint-Sère). M. Desvrières s'occupe de celle de son épouse. Antoine, plus ou moins rejeté, discute un moment avec le seul ami qui lui soit resté dans le village.
Chapitre  2
La famille va dans un restaurant au bord de la Loire. Antoine et son père discutent politique. Rentrant à Paris avec Marie-Anne, Antoine évoque l'amour que Jean éprouvait pour elle. Elle sent qu'Antoine marque par là un certain éloignement envers elle.
Chapitre 3
Jugement du 11 janvier 1958, tribunal civil de la Seine, prononçant le divorce de Marie-Anne de Hauteclaire et d'Antoine Desvrières. Le jeune Jean est confié à sa mère.

### Quatrième partie
Chapitre 1
Genève, 1959. Antoine est reçu pour la première fois dans la famille de sa maîtresse et future épouse, Ursula Zuber, née en 1929, rencontrée à l'UNESCO. Relégué dans une chambre d'hôtes, pour tromper l’ennui, il regarde l’album de photos familiales qui se trouve sur la table de chevet et découvre qu'il s'agit d'une composition extrêmement élaborée, révélant les secrets de plusieurs destinées.
Chapitre 2
Wiesbaden, 1959. À l'occasion d'un colloque de l'UNESCO, Antoine et Ursula visitent la ville et font en quelque sorte leur voyage de noces après une cérémonie de mariage un peu éprouvante, à laquelle assistait M. Desvrières, mais pas Jean, qui en veut à son père.
À l'hôtel, le portier est ravi de rencontrer un Nantais : il a lui-même beaucoup aimé son séjour à Nantes, pendant la guerre. Il s'agit de Helmut Eidemann qui a été gravement blessé lors du bombardement du 16 septembre 1943 et a pu ainsi échapper à un sort plus tragique.
Alors qu'ils rentrent à Paris, aux environs de Metz, une vieille femme un peu sourde se fait tuer par la voiture d'Antoine, qui n'est en rien responsable, aux dires de la police.
Chapitre 3
Nantes, 11 septembre 1943. Reprise de la situation de tous les protagonistes avant l'heure de l'attentat : tous ceux dont le destin sera changé par le fait qu'Helmut Eidemann allume son moteur quelques secondes plus tôt ou plus tard.
ÉMISSION RADIOPHONIQUE :
rediffusion LES NUITS DE FRANCE CULTURE (3/4 octobre 2016) :
mise en onde proposée  après un rapide entretien avec  Patrice Galbeau - Réalisation Eveline Fremy 
http://www.franceculture.fr/emissions/les-nuits-de-france-culture/la-vie-entre-les-lignes-lironie-du-sort-14-parties-1-2-et-311

## Les Personnages
Antoine Desvrières
Marie-Anne de Hauteclaire 
Werner de Rompsay
Micheline Trompier : maîtresse de 19 ans de Werner
Albert Desvrières : père d'Antoine, professeur

## Éditions
- Première édition : éditions Denoël, 1961.
- Deuxième édition : éditions Le Livre de poche, 1969.
- Troisième édition : éditions Rombaldi, Bibliothèque du club de la femme, 1971.
- Quatrième édition : éditions Gallimard, collection Folio, 1974